# T.H.O.R. (korfbal)
T.H.O.R. is een Nederlandse korfbalvereniging uit Rotterdam.

## Geschiedenis
De club werd opgericht op 16 april 1927 als een protestants-christelijke vereniging.
De clubnaam is een afkorting van Tot Heil Onzer Ribbenkast.
Sinds 1932 werd er op een buitenveld aan de Kromme Zandweg gespeeld. In 1973 werd bij de nieuwe indeling van de KNKV de club ingedeeld in de 3e klasse. De club bestaat uit elf ploegen, waaronder een ploeg voor verstandelijk gehandicapten. Het eerste team speelt in de 3e klasse van het district Zuid West.